# Зрече
Зрече (словен. Zreče) — город и муниципалитет на северо-востоке Словении.
Находится в 100 км к северо-востоку от Любляны, в 42 км от Марибора, в 25 км от Целе и в 4 км от Словенске-Конице. Город расположен на склонах Похорья (от 360 до 1517 метров над уровнем моря) в верхней долине реки Дравиня. Традиционно этот район был частью региона Штирия. Муниципалитет включён в статистический регион Савиньска. Численность населения в 2002 году составляла 6245 человек, затем, в соответствии с переписью 2008 года, увеличилась до 6443 жителей. Муниципалитет занимает площадь в 67 км².

## История
Самые ранние письменные источники с упоминанием Зрече датируются концом X века, когда область была разделена на ряд церковных и светских областей.
Приходская церковь в поселке посвящена святому Жилю и принадлежит к римско-католической архиепархии Марибора. Две церкви на горе Можжевель (Бринева Гора) к востоку от поселения относятся к одному и тому же приходу. Одна посвящена святой Агнессе и построена между 1726 и 1732 годами. Вторая посвящена Деве Марии и построена в 1769 году.
В настоящее время в состав муниципалитета Зрече входят шесть местных административных общин: Зрече, Странница, Горенье, Скомарье, Резник и Добровле.
Главой города является мэр, который возглавляет муниципальный совет и контролирует выполнение его решений, отвечает за реализацию политики округа, контролирует работу муниципальной администрации, государственных служб, учреждений и фондов.
Жёлто-зелёный герб и флаг Зрече были приняты в сентябре 1995 года.

## Экономика
Экономика города ориентирована преимущественно на зимний туризм. Около города находятся горнолыжный курорт «Рогла» и лечебно-оздоровительный курорт «Термы Зрече». Доля сельского населения Зрече также занята в сельском хозяйстве, которое по-прежнему является важнейшей частью экономики города. Промышленный сектор представлен такими компаниями как Unior d.d., SwatyComet d.o.o. и GKN Driveline Slovenija d.o.o.

## Достопримечательности
- Курорт Рогла.
- Курорт Термы Зрече.
- Несколько церквей.

## Города-побратимы
Единственным городом-побратимом Зрече с 2005 года является Седбер (Камбрия, Англия).